# Botryotinia
Botryotinia is een geslacht van schimmels behorend tot de familie Sclerotiniaceae. 

## Soorten
Volgens Index Fungorum bestaat het geslacht uit 14 soorten (peildatum maart 2023):
| Soortnaam                                        | Auteur(s)                                                                                   | Publicatiejaar |
| ------------------------------------------------ | ------------------------------------------------------------------------------------------- | -------------- |
| Botryotinia calthae                              | Hennebert & M.E. Elliott                                                                    | 1963           |
| Botryotinia convoluta (Omwikkelend knolkelkje)   | (Drayton) Whetzel                                                                           | 1945           |
| Botryotinia draytonii (Gladiolenknolkelkje)      | (Buddin & Wakef.) Seaver                                                                    | 1951           |
| Botryotinia fabae                                | J.Y. Lu & T.H. Wu                                                                           | 1991           |
| Botryotinia ficariarum                           | Hennebert                                                                                   | 1963           |
| Botryotinia globosa (Lookknolkelkje)             | N.F. Buchw.                                                                                 | 1953           |
| Botryotinia moricola                             | (I. Hino) W. Yamam.                                                                         | 1959           |
| Botryotinia narcissicola (Rond narcisknolkelkje) | (P.H. Greg.) N.F. Buchw.                                                                    | 1949           |
| Botryotinia pelargonii                           | Røed                                                                                        | 1949           |
| Botryotinia polyblastis (Plat narcisknolkelkje)  | (P.H. Greg.) N.F. Buchw.                                                                    | 1949           |
| Botryotinia porri (Preiknolkelkje)               | (J.F.H. Beyma) Whetzel                                                                      | 1945           |
| Botryotinia pseudofuckeliana                     | A.-S. Walker, A. Gautier, Confais, Martinho, M. Viaud, Le Pêcheur, J. Dupont & Eliz. Fourn. | 2011           |
| Botryotinia ranunculi                            | Hennebert & J.W. Groves                                                                     | 1963           |
| Botryotinia squamosa (Uienknolkelkje)            | Vienn.-Bourg.                                                                               | 1953           |